# Suzanne Gallois
Suzanne Gallois, née le 4 mai 1898 à Troyes (Aube) et morte le 19 février 1999 dans la même ville, est une militante syndicaliste et communiste.

## Biographie
Suzanne Gallois naît en 1898 à Troyes d’un père tailleur de pierres et lecteur de L’Humanité jusqu’à sa mort en 1913, et d’une mère, fille de meunier, élevée chez les sœurs. Elle est élevée comme un garçon (selon son témoignage) par son père militant socialiste qui fait son éducation politique.
Elle est ouvrière en bonneterie à l’âge de quinze ans et fait son apprentissage de couseuse durant la Première Guerre mondiale. En 1924, elle est licenciée pour avoir fait grève le Premier mai. Elle adhère très tôt à la CGTU, où elle devient responsable des syndiquées. En 1928, elle s’inscrit au PCF, mais défend les responsabilités féminines, qu’elle trouve peu mises en exergue, au sein des Commissions féminines du Parti. Chez Devanlay-Recoing, une des plus grandes bonneteries de Troyes, elle crée un journal d’usine et mène une grève avec ses collègues femmes en 1933, se faisant licencier à la suite.
Elle écrit des articles à la Tribune féminine de la revue Aube ouvrière, à destination des femmes, les encourageant à se syndiquer, lors du Front populaire.
Durant la Seconde Guerre mondiale, elle se réfugie en Dordogne où elle fait partie de la Résistance ; son mari est arrêté en tant que militant communiste puis déporté.